# Petar Metličić
Petar Metličić (født 25. december 1976 i Split, Jugoslavien) er en kroatisk tidligere håndboldspiller, der gennem karrieren spillede i flere europæiske topklubber, heriblandt spanske BM Ciudad Real og Ademar León, slovenske RK Celje og franske Montpellier AHB. Han har med Ciudad Real to gange vundet Champions League, i 2006 og 2008. Han har desuden spillet på det kroatiske landshold i en årrække og vundet adskillige medaljer med dette.

## Landshold
Metličić var en del af det kroatiske landshold, der blev verdensmestre i 2003 og olympiske mestre i 2004. Han vandt desuden VM-sølv i 2005 og i 2009 samt EM-sølv i 2008. Han var også med ved OL 2008 i Beijing, hvor Kroatien blev nummer fire.

## Eksterne links
- Petar Metličićs profil på Olympics.com (engelsk)
- Petar Metličićs profil på Olympic.org (arkiveret) (engelsk)
- Petar Metličićs profil hos databaseOlympics.com (arkiveret) (engelsk)
- Petar Metličićs profil på Sports-Reference OL-resultater (arkiveret) (engelsk)
- Petar Metličićs profil på Olympedia (engelsk)
- Petar Metličićs profil hos Kroatiens Olympiske Komité (kroatisk)
- Petar Metličićs profil hos Det Europæiske Håndboldforbund (engelsk)
- Petar Metličićs profil hos Ligue Nationale de Handball (fransk)
- Petar Metličić' hjemmeside Arkiveret 8. oktober 2007 hos  Wayback Machine